# Amathyntis oporina
Amathyntis oporina är en fjärilsart som beskrevs av Edward Meyrick 1911. Amathyntis oporina ingår i släktet Amathyntis och familjen äkta malar. Inga underarter finns listade i Catalogue of Life.